# Обыкновенный цветной трупиал
Обыкновенный цветной трупиал (лат. Icterus icterus) — вид воробьиных птиц из семейства трупиаловых. Выделяют три подвида. Является национальной птицей Венесуэлы и изображена на реверсе банкноты в 500 венесуэльских боливаров (soberano).

## Распространение
Обитают на территории Колумбии, Венесуэлы и ряда карибских островов — Арубы, Кюрасао, Бонайре и Пуэрто-Рико.

## Описание

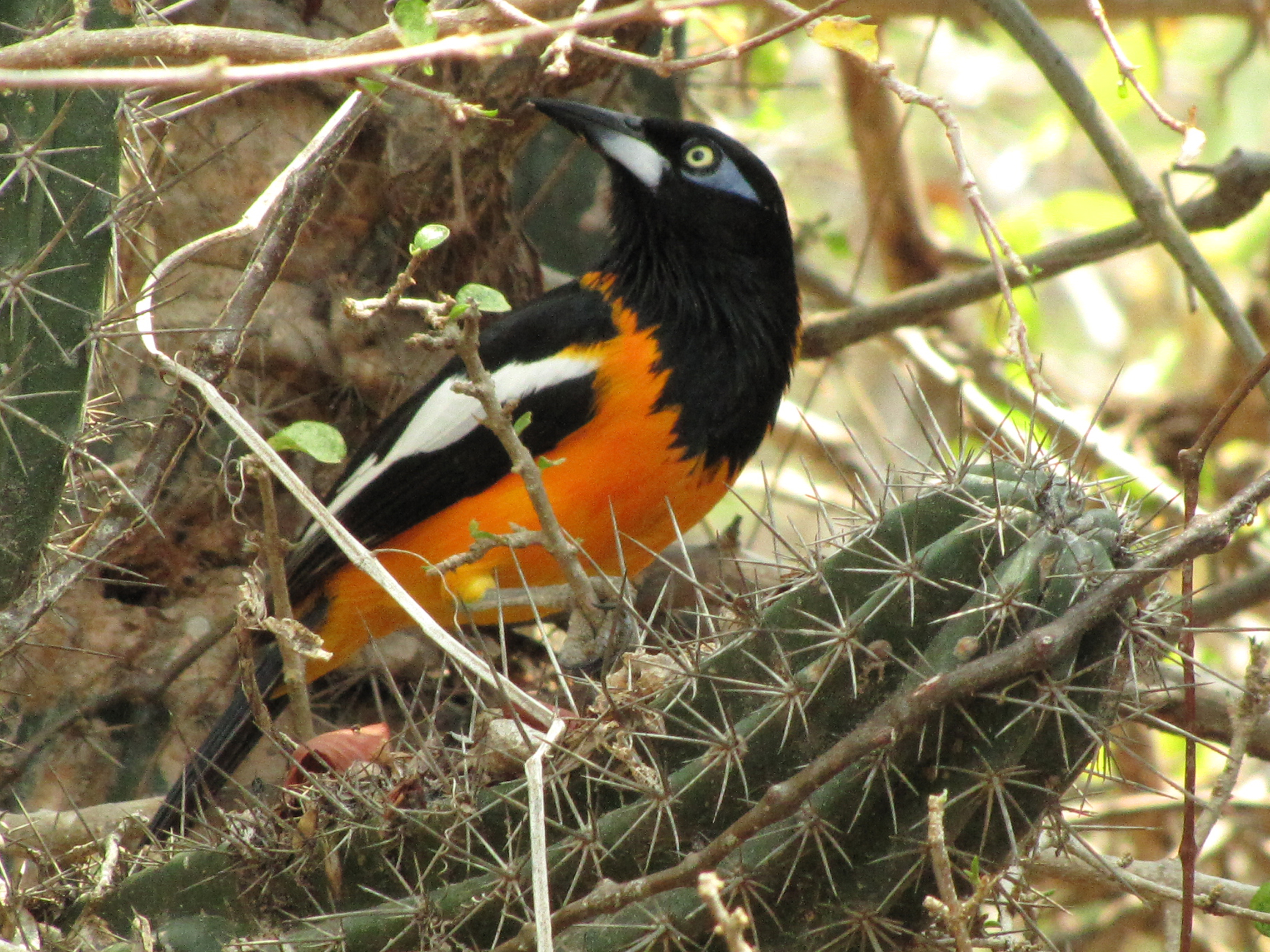
Icterus icterus в кактусах

Это довольно крупные птицы с длинным хвостом и клювом значительных размеров. Основной окрас оранжевый, однако хвост, голова, верх грудки и крылья чёрные. На последних имеется также белая полоса. Глаза жёлтые и каждый из них окружён голой голубой кожей.

## Биология
Питаются насекомыми, разнообразными фруктами, мелкими птицами и яйцами.

## Охранный статус
МСОП присвоил виду охранный статус LC.